# 24 октября
24 октября — 297-й день года (298-й в високосные годы) по григорианскому календарю.
До конца года остаётся 68 дней.
До 15 октября 1582 года — 24 октября по юлианскому календарю, с 15 октября 1582 года — 24 октября по григорианскому календарю.
В XX и XXI веках соответствует 11 октября по юлианскому календарю.

## Праздники и памятные дни

### Международные
- ООН:
  - День Организации Объединённых Наций.
  - Всемирный день борьбы с полиомиелитом.
  - Всемирный день информации о развитии.

### Национальные
- Замбия — День независимости (1964).

### Профессиональные
- Россия:
  - День памяти погибших ракетчиков
  - День подразделений специального назначения.

### Религиозные
Православие
Память святых отцов VII Вселенского Собора (787 год);
память апостола Филиппа, единого от семи диаконов (I век);
память преподобного Феофана исповедника, творца канонов, епископа Никейского (около 850 года);
память преподобного Льва Оптинского (1841 год);
Собор всех святых, в Оптиной пустыни просиявших;
память преподобного Феофана, постника Печерского, в Ближних пещерах (XII век);
память мучениц Зинаиды и Филониллы (I век).
память священномучеников Филарета Великанова и Александра Гривского, пресвитеров (1918 год);
 Католицизм
Память священномученика Еверигисила, епископа Кёльнского (около 593 года).

## События

### До XIX века
- 1648 — подписание Вестфальского мира, окончание Тридцатилетней войны.
- 1658 — перед французским королём Людовиком XIV впервые в качестве автора и актёра предстал Мольер.
- 1688 — Гейдельберг сдался в Войне Аугсбургской лиги.
- 1745 — императрица Елизавета повелела завезти в царские дворцы котов для ловли мышей.
- 1795 — Третий раздел Речи Посполитой.

### XIX век
- 1812 — сражение под Малоярославцем.
- 1851 — Уильямом Ласселем обнаружены спутники Урана Ариэль и Умбриэль.
- 1854 — Инкерманское сражение в ходе Крымской войны: тактическая победа союзников.
- 1857 — выпускники Кембриджского университета (Великобритания) основали в Шеффилде первую в мире футбольную команду.
- 1861 — по телеграфу передана первая в мире трансконтинентальная телеграмма — от судьи Стефана Дж. Филда (Stephen J. Field) из Калифорнии президенту США Аврааму Линкольну.
- 1877 — битва при Горни-Дубнике.
- 1889 — отказ Академии наук в предоставлении С. В. Ковалевской научной работы в России.
- 1897 — в Санкт-Петербурге проведён первый в истории России официально зафиксированный футбольный матч.

### XX век
- 1909 — первый в России демонстрационный полёт на самолёте «Вуазен» совершил французский механик Ж. Легань, пролетев около 1,5 км на высоте 10 м на Гатчинском военном поле.
- 1911 — экспедиция «Терра Нова» Роберта Скотта: начало похода на Южный полюс Земли. Экспедиция достигла полюса 17 января 1912 года, на обратном пути погибли Скотт и 4 его спутника.
- 1928 — в газете «Правда» опубликовано сообщение, что художественно-политический совет Главреперткома принял решение о запрещении к постановке пьесы М. Булгакова «Бег», как «идеализирующей» белогвардейцев. Не помогла и высокая оценка, данная пьесе Горьким, Луначарским, Станиславским, Немировичем-Данченко и др.
- 1929 — Чёрный четверг — начало биржевого краха 1929 года.
- 1935 — на шпиле Спасской башни Московского Кремля взамен геральдического двуглавого орла установлена пятиконечная медная звезда, изготовленная в Донбассе.
- 1939
  - Корпорация «DuPont» впервые в мире пустила в продажу нейлоновые чулки (в Уилмингтоне, США, штат Делавэр).
  - СССР подписал договор о поставках зерна и нефти в Германию.
  - В Париж прибыл золотой запас Польши, эвакуированный от немцев.
- 1941 — Великая Отечественная война: третий по величине индустриальный центр СССР Харьков захвачен немецкими войсками.
- 1945
  - В Чехословакии национализирована крупная промышленность и банки.
  - Вступил в силу устав Организации Объединённых Наций. ООН была создана 51 страной, которые были преисполнены решимости сохранить мир посредством развития международного сотрудничества и обеспечения коллективной безопасности. На сегодняшний день членами ООН являются 192 страны.
- 1947 — мусульманские сепаратисты объявили независимым государством индийскую провинцию Кашмир.
- 1949 — заложен первый камень нынешнего здания Центральных учреждений ООН в Нью-Йорке.
- 1950
  - Комитет Крестового похода за свободу установил в западноберлинской ратуше Всемирный колокол свободы. Этот колокол звучал над Берлином в день объединения страны.
  - В СССР создан армейский спецназ[3].
- 1956 — в Венгрию для подавления революции введены советские войска.
- 1960 — в результате взрыва межконтинентальной ракеты на Байконуре погибло 78 человек.
- 1962 — СССР объявил протест в связи с блокадой Кубы, начатой США.
- 1963 — пожар на космодроме Байконур в одной из боевых шахт ракеты Р-9. Погибло 7 человек.
- 1964 — Северная Родезия провозгласила независимость и сменила название на Замбию.
- 1975 — забастовка женщин Исландии.
- 1977 — совершил испытательный полёт первый советский широкофюзеляжный самолёт «Ил-86».
- 1978 — Джимми Картер подписал «Закон о дерегулировании авиакомпаний»; в американскую авиацию был введён свободный рынок, что в итоге привело к снижению тарифов и увеличению объёмов авиаперевозок.
- 1980
  - Торговое судно «Поэт» с 34 членами экипажа отправилось из Филадельфии в Порт-Саид и бесследно исчезло.
  - В Польше зарегистрирован независимый профсоюз «Солидарность».
- 1986 — в Лондоне открыт крупнейший в мире магазин грампластинок.
- 1990
  - На Северном испытательном полигоне «Новая Земля» было проведено последнее ядерное испытание СССР.
  - Чувашская АССР провозгласила себя союзной республикой.
  - В королевской канадской конной полиции (RCMP) офицерам индейского происхождения разрешено носить косы[источник не указан 623 дня][значимость факта?].
- 1992 — в Москве создан Фронт Национального Спасения.
- 1999 — в Рогатине (Украина) открыт памятник Роксолане, любимой жене турецкого султана Сулеймана I[4].
- 2000 — в берлинском Египетском музее обнаружен единственный в мире автограф Клеопатры.

### XXI век
- 2003 — последний коммерческий полёт «Конкорда».
- 2004 — «Манчестер Юнайтед» обыграл «Арсенал» и прервал рекордную беспроигрышную серию лондонского клуба в Английской Премьер-лиге, которая составила 49 матчей.
- 2007 — с космодрома Сичан с помощью ракеты-носителя Чанчжэн-3А запущена китайская АМС Чанъэ-1, предназначенная для исследования Луны.

## Родились

### До XIX века
- 51 — Домициан (убит в 96), последний римский император из династии Флавиев (81—96).
- 1435 — Андреа делла Роббиа (ум. 1525), флорентийский скульптор, крупнейший мастер полихромной глазурованной терракоты (майолики).
- 1503 — Изабелла Португальская (ум. 1539), императрица Священной Римской империи, супруга императора Карла V.
- 1561 — Энтони Бабингтон (казнён 1586), английский заговорщик.
- 1632 — Антони ван Левенгук (ум. 1723), голландский натуралист, основоположник микроскопии.
- 1633 — Яков II (ум. 1701), король Англии, Шотландии и Ирландии (1685—1688).
- 1668 — Петр Брандль (ум. 1735), чешский живописец.
- 1734 — Анна Гёльди (казнена в 1782), последняя женщина в Швейцарии и Европе, обвинённая в ведьмовстве.
- 1775 — Бахадур Шах II (ум. 1862), последний падишах империи Великих Моголов (1837—1857).
- 1796 — Август фон Платен (ум. 1835), немецкий поэт и драматург.

### XIX век
- 1803 — Альберт Смит Уайт[англ.] (ум. 1864), сенатор США от штата Индиана, чьим именем назван город Уайтстаун[5]
- 1804 — Вильгельм Вебер (ум. 1891), немецкий физик, создатель первого телеграфа.
- 1809 — Евпраксия Вревская (урожд. Вульф; ум. 1883), псковская дворянка, баронесса, близкий друг А. С. Пушкина.
- 1820 — Эжен Фромантен (ум. 1876), французский живописец, писатель, историк искусства.
- 1830 — Марианна Норт (ум. 1890), английская путешественница и художница.
- 1843 — Генрих Семирадский (ум. 1902), польский и русский живописец.
- 1857 — Фёдор Келлер (убит в 1918), российский генерал, граф, один из руководителей Белого движения на юге России.
- 1861 — Алексей Каледин (покончил с собой в 1918), русский военачальник, генерал от кавалерии, деятель Белого движения.
- 1862 — Даниэль Сваровски (ум. 1956), основатель австрийской хрустальной империи «Swarovski».
- 1875 — Константин Юон (ум. 1958), российский и советский живописец, сценограф, народный художник СССР.
- 1882
  - Гусейн Джавид (ум. 1941), азербайджанский поэт и драматург.
  - Имре Кальман (ум. 1953), венгерский композитор, автор оперетт.
- 1886 — Григорий Орджоникидзе (ум. 1937), российский революционер, советский государственный и партийный деятель.
- 1891 — Рафаэль Трухильо (ум. 1961), доминиканский государственный и политический деятель, диктатор.
- 1895 — Александр Фрумкин (ум. 1976), советский физикохимик, академик, основоположник электрохимической кинетики.
- 1898 — Пэн Дэхуай (ум. 1974), государственный и военный деятель КНР.
- 1899 — Илья Сельвинский (ум. 1968), русский советский писатель.
- 1900 — Дмитрий Журавлёв (ум. 1991), актёр театра, эстрады и кино, чтец, режиссёр, педагог, народный артист СССР.

### XX век
- 1903 — Мелвин Пёрвис (застрелился 1960), агент ФБР.
- 1908 — Алексей Исаев (ум. 1971), советский инженер-авиастроитель, двигателист, Герой Социалистического Труда.
- 1909 — Билл Карр (ум. 1966), американский легкоатлет, двукратный олимпийский чемпион (1932).
- 1910
  - Иван Бойко (ум. 1975), советский военачальник, дважды Герой Советского Союза.
  - Гунтер д’Алкен (ум. 1998), немецкий журналист и офицер СС.
- 1911 — Аркадий Райкин (ум. 1987), актёр театра, эстрады и кино, театральный режиссёр, конферансье, сатирик, народный артист СССР.
- 1913 — Арман Лану (ум. 1983), французский писатель, лауреат Гонкуровской премии (1963).
- 1914 — Франтишек Чапек (ум. 2008), чехословацкий гребец на каноэ, олимпийский чемпион (1948).
- 1921
  - Лев Гинзбург (ум. 1980), русский советский поэт, публицист, переводчик.
  - Надежда Троян (ум. 2011), советская разведчица, медсестра, Герой Советского Союза.
- 1922 — Мария Поливанова (погибла в 1942), советский снайпер, Герой Советского Союза (посмертно).
- 1925 — Иенг Сари (ум. 2013), один из лидеров «красных кхмеров», «брат номер три», министр иностранных дел Камбоджи (1976—1979).
- 1927 — Жильбер Беко (наст. имя Франсуа Жильбер Сийи; ум. 2001), французский певец, композитор, пианист и актёр.
- 1928 — Инна Гофф (ум. 1991), советская поэтесса и прозаик, автор текста песни «Русское поле».
- 1929 — Сос Саркисян (ум. 2013), актёр театра и кино, мастер художественного слова, народный артист СССР.
- 1931 — Софья Губайдулина (ум. 2025), советский и российский композитор.
- 1932 — Пьер Жиль де Жен (ум. 2007), французский физик, лауреат Нобелевской премии (1991).
- 1934 — Гудрат Исмаилзаде (ум. 2024), азербайджанский и советский археолог, доктор исторических наук.
- 1936 — Билл Уаймен (наст. имя Уильям Джордж Перкс), британский бас-гитарист, бывший участник рок-группы The Rolling Stones.
- 1938 — Венедикт Ерофеев (ум. 1990), русский советский писатель, автор поэмы «Москва — Петушки».
- 1939 — Ф. Мюррей Абрахам, американский актёр, лауреат премий «Оскар» и «Золотой глобус».
- 1942 — Динара Асанова (ум. 1985), советский кинорежиссёр и актриса.
- 1944 — Виктор Прокопенко (ум. 2007), советский и украинский футболист и тренер.
- 1945 — Андрей Мартынов, советский и российский актёр театра и кино, народный артист РФ.
- 1946 — Лев Новожёнов, советский и российский журналист, телеведущий, режиссёр, писатель.
- 1947
  - Кевин Клайн, американский актёр, обладатель «Оскара» и трёх премий «Тони».
  - Борис Фрумин, советский и российский кинорежиссёр, сценарист, продюсер.
- 1954 — Малкольм Тёрнбулл, австралийский политический деятель, премьер-министр Австралии (2015—2018).
- 1957 — Владимир Маркелов (ум. 2023), советский гимнаст, олимпийский чемпион (1980), чемпион мира (1979), заслуженный мастер спорта СССР (1977), судья международной категории (1992).
- 1960
  - Хайме Гарсон (убит 1999), колумбийский журналист, активист, сатирик.
  - Николай Петров (ум. 2002), советский и российский гитарист, участник рок-группы Nautilus Pompilius.
- 1966 — Роман Абрамович, российский и израильский предприниматель.
- 1973 — Венсан Кандела, французский футболист, чемпион мира (1998) и Европы (2000).
- 1975 — Хуан Пабло Анхель, колумбийский футболист
- 1980 — Моника, американская певица.
- 1981 — Тила Текила (наст. имя Тхьен Тхань Тхи Нгуен), американская актриса, телеведущая, певица.
- 1985 — Уэйн Руни, английский футболист и футбольный тренер.
- 1986 — Дрейк, канадский рэпер.
- 1987 — Чарли Уайт, американский фигурист (танцы на льду), олимпийский чемпион (2014), двукратный чемпион мира.
- 1989
  - Пьюдипай, шведский видеоблогер.
  - Стас «Ай, Как Просто!», российский видеоблогер, телеведущий.
- 1990
  - Илкай Гюндоган, немецкий футболист.
  - Магнус Недреготтен, норвежский кёрлингист, бронзовый призёр Олимпийских игр 2018 года среди смешанных пар.
- 1996 — Джейлен Браун, американский баскетболист.
- 1997 — Raye, британская певица, композитор, автор-исполнитель.

## Скончались

### До XIX века
- 1579 — Альбрехт V Великодушный (р. 1528), герцог Баварии (с 1550), коллекционер и меценат.
- 1601 — Тихо Браге (р. 1546), датский астроном, астролог и алхимик.
- 1635 — Вильгельм Шиккард (р. 1592), немецкий астроном, математик и востоковед, создатель первого арифмометра.
- 1799 — Август Карл Диттерс фон Диттерсдорф (р. 1734), австрийский композитор и скрипач.

### XIX век
- 1801 — Иван Ганнибал (р. 1735), русский военачальник, главнокомандующий Черноморским флотом, основатель Херсона.
- 1842 — Бернардо О’Хиггинс (р. 1778), руководитель освободительного движения в Чили.
- 1864 — Джеймс Арчер (р. 1817), американский генерал, участник Гражданской войны на стороне Юга.
- 1869 — Пётр Анжу (р. 1796), российский полярный исследователь, адмирал флота.
- 1872 — Отто Генрих Фридрих Фок (р. 1819), немецкий историк и педагог.
- 1888 — Фрэнсис Грегори (р. 1821), английский топограф, исследователь Австралии.
- 1898 — Пьер Сесиль Пюви де Шаванн (р. 1824), французский художник-символист.

### XX век
- 1912 — Илья Сац (р. 1875), российский композитор, дирижёр и виолончелист.
- 1922 — Джордж Кэдбери (р. 1839), английский бизнесмен, производитель шоколада.
- 1928 — Артур Боуэн Дэвис (р. 1863), американский художник.
- 1938 — Эрнст Барлах (р. 1870), немецкий скульптор, художник и писатель.
- 1944
  - Луи Рено (р. 1877), французский промышленник, один из основателей компании Renault.
  - Анатолий Штейгер (р. 1907), русский поэт, эмигрант.
- 1945 — Видкун Квислинг (р. 1887), премьер-министр Норвегии (1942—1945), лидер местных коллаборационистов.
- 1946 — Дмитрий Моор (р. 1883), советский художник-график, автор плакатов.
- 1948 — Франц Легар (р. 1870), венгерский композитор и дирижёр.
- 1949 — Ярослав Галан (р. 1902), украинский советский писатель, драматург, публицист.
- 1957 — Кристиан Диор (р. 1905), французский модельер одежды.
- 1958
  - Анри Беро (р. 1885), французский писатель и журналист.
  - Джордж Мур (р. 1873), английский философ-аналитик.
- 1960 — погибли при взрыве ракеты на Байконуре:
  - Митрофан Неделин (р. 1902), Главный маршал артиллерии, главком Ракетными войсками стратегического назначения, Герой Советского Союза;
  - Евгений Осташев (р. 1924), испытатель ракетных и ракетно-космических комплексов, лауреат Ленинской премии.
  - Александр Носов (р. 1913), заместитель начальника космодрома «Байконур» по ОИР, Герой Социалистического Труда.
- 1960 — Захар Аграненко (р. 1912), советский режиссёр и драматург.
- 1963 — Карл Бюлер (р. 1879), немецкий психиатр и психолог.
- 1964 — Юозас Микенас (р. 1901), литовский скульптор, народный художник СССР.
- 1966 — Софья Яновская (р. 1896), математик, философ, педагог, основательница советской школы философии математики.
- 1972
  - Сабир Абдулла (р. 1905), узбекский советский писатель, поэт, драматург.
  - Джеки Робинсон (р. 1919), американский бейсболист, общественный деятель.
- 1974
  - Давид Ойстрах (р. 1908), скрипач, альтист, дирижёр и педагог, народный артист СССР.
  - Екатерина Фурцева (р. 1910), советский государственный и партийный деятель.
- 1978 — Михаил Каратеев (р. 1904), русский историк и писатель.
- 1981 — Эдит Хэд (р. 1897), американская художница по костюмам, лауреат восьми «Оскаров».
- 1984 — Анатолий Лепин (р. 1907), советский композитор.
- 1987 — Андрей Старостин (р. 1906), советский футболист и тренер.
- 1994
  - Рауль Хулия (р. 1940), американский киноактёр пуэрто-риканского происхождения.
  - Александр Шелепин (р. 1918), советский комсомольский, партийный и государственный деятель.

### XXI век
- 2005 — Роза Паркс (р. 1913), американская общественная деятельница, зачинательница движения за права чернокожих граждан США.
- 2012 — Анита Бьёрк (р. 1923), шведская актриса театра и кино.
- 2016 — Бобби Ви (р. 1943), американский певец.
- 2017 — Фэтс Домино (р. 1928), американский пианист и вокалист, один из родоначальников рок-н-ролла.
- 2018 — Анатолий Гладилин (р. 1935), русский писатель-диссидент.
- 2022 — Томаш Вуйтович (р. 1953), польский волейболист, олимпийский чемпион.
- 2023
  - Ханс Альберт (р. 1921), крупнейший немецкий философ и социолог.
  - Ричард Раундтри (р. 1942), американский актёр.

## Приметы
Филипп. Предзимье.
- Если поздний листопад — на нелёгкий год.
- Коли утром выпал снег — жди студёную зиму[6].
- Кичига и ворочь (водяного колеса лопасть) спорят. Крестьяне на мельницу молоть зерно возят[7].